# Edoardo Volterra
Edoardo Volterra (Roma, 7 gennaio 1904 – Roma, 19 luglio 1984) è stato un giurista e partigiano italiano.

## Biografia
Figlio del matematico Vito Volterra, nonché fratello maggiore dell'ingegnere Enrico Volterra, fu professore ordinario di istituzioni di diritto romano nella facoltà di giurisprudenza delle università di Cagliari, Camerino, Pisa, Parma e Bologna; passò infine all'università di Roma.
Ebreo, fu collocato a riposo nel 1938 a causa delle leggi razziali fasciste ed insegnò in Egitto ed ebbe incarichi di ricerca in Francia. Tornò in Italia nel maggio 1940 e fu arrestato nel marzo 1943 per attività antifasciste (era uno dei fondatori del Partito d'Azione). Partecipò alla guerra di liberazione come partigiano combattente col grado di Comandante Militare e fu insignito con la medaglia d'argento al valor militare e la croce di guerra. Nel 1944 fu nominato Deputato Provinciale di Roma e nel 1945-1946 fu membro della Consulta Nazionale come rappresentante dell'Emilia e Romagna per il Partito d'Azione. Fu Rettore dell'università di Bologna dal 1945 al 1947.
Nel 1973 fu nominato dal presidente della Repubblica Giovanni Leone giudice della Corte Costituzionale della quale divenne vicepresidente nell'ottobre 1981; cessò l'incarico nel gennaio dell'anno successivo.
Accademico dei lincei e membro di diverse altre istituzioni italiane e straniere, pubblicò numerosi studi giuridici tra cui: Diritto Romano e diritti orientali, Collatio legum Mosaicarum et Romanarum, La conception du mariage d'après les juristes romains, Istituzioni di diritto privato romano, Diritti dell'Oriente mediterraneo.
La sua biblioteca personale, ricca di esemplari di stampati antichi, oltre che di volumi sulla storia del diritto, è depositata dal 1989 in una sala dedicata presso la biblioteca dell'École française de Rome, che s'impegna a valorizzarla mettendola a disposizione degli studiosi.